# 幡豆郡
幡豆郡（日语：／ Hazu gun）為過去位於日本愛知縣中部的郡，在19世紀末前屬於三河國，已於2011年因無所屬町村而消失。
過去在19世紀末時的轄區包括現在的西尾市位於矢作川以南的大部分區域，及幸田町的西半部地區。

## 歷史
過去的地名曾使用過「播豆」、「波豆」、「芳豆」、「芳圖」、「者豆」發音相同的漢字，最初的範圍還曾包含位於三河灣上的日間賀島、篠島、佐久島，以及位於現在碧南市的大濱鄉，之後由於矢作川河道的改變，大濱鄉一帶改劃入碧海郡，日間賀島及篠島野在江戶時代改劃入距離較近的知多半島上的知多郡。
13世紀時足利義氏成為三河國守護，在此先後興建西條城和東條城，其子吉良長氏也負責管理此地的吉良莊，並成為之後三河吉良氏的始祖，吉良氏也一直統治此地，直到16世紀德川家康在三河國崛起後擊敗了吉良氏。
而負責管理幡豆郡南部一色地區的足利氏分支，後來也成為在14世紀後受到室町幕府重用的一色氏。
17世紀進入江戶時代後，在此以西尾城為中心設立了西尾藩，並由屬於譜代大名或親藩大名的本多氏、松平氏、太田氏、 井伊氏、增山氏、土井氏、三浦氏治理；此外，幡豆郡也有部分區域分屬大多喜藩、岡崎藩、沼津藩、福島藩、川越藩及旗本或寺社的領地。
19世紀末明治維新實施廢藩置縣後，原屬旗本的領地先被劃屬三河裁判所，後又改設為三河縣，但之後又隨著三河縣的廢除被拆分給重原藩、伊那縣和靜岡藩。
而其他原屬各藩的區域則分別改隸西尾縣、岡崎縣、菊間縣、重原縣、靜岡縣，直到1871年的第一次府縣整併後，整個幡豆郡與過去原屬三河國的區域一同整併至新設立的額田縣，但在1972年又隨著額田縣被併入愛知縣。
1878年愛知縣實施郡區町村編製法時，正式設置近代的行政區劃「幡豆郡」，並在西尾村（位於現在的西尾市）設置郡役所。

### 沿革

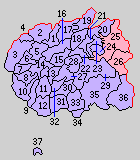
1889年幡豆郡轄下的行政區劃：1.西尾町、2.西野町村、3.平坂村、4.中畑村、5.奧津村、6.寺津村、7.西崎村、8.榮生村、9.一色村、10.味澤村、11.五保村、12.衣崎村、13.六鄉村、14.豐田村、15.井崎村、16.大寶村、17.久麻久村、18.御鍬村、19.川崎村、20.吹羽良村、21.室場村、22.花明村、23.家武村、24.平原村、25.松坂村、26.豐國村、27.橫須賀村、28.瀨門村、29.廚村、30.荻原村、31.吉田村、32.富田村、33.保定村、34.宮崎村、35.幡豆村、36.東幡豆村、37.佐久島村
（紫色：現屬西尾市、紅色：現屬幸田町）

- 1889年10月1日：實施町村制，幡豆郡下設：西尾町、西野町村（日语：西野町村）、平坂村（日语：平坂町）、中畑村（日语：中畑村 (愛知県)）、奧津村（日语：奥津村 (愛知県)）、寺津村（日语：寺津町）、西崎村（日语：西崎村）、榮生村（日语：栄生村）、一色村、味澤村（日语：味沢村）、五保村（日语：五保村）、衣崎村（日语：衣崎村）、六鄉村（日语：六郷村 (愛知県幡豆郡)）、豐田村（日语：豊田村 (愛知県幡豆郡)）、井崎村（日语：井崎村）、大寶村（日语：大宝村 (愛知県)）、久麻久村（日语：久麻久村）、御鍬村（日语：御鍬村）、川崎村（日语：川崎村 (愛知県)）、吹羽良村（日语：吹羽良村）、室場村（日语：室場村）、花明村（日语：花明村）、家武村（日语：家武村）、平原村（日语：平原村 (愛知県)）、松坂村（日语：松坂村 (愛知県)）、豐國村（日语：豊国村 (愛知県幡豆郡)）、橫須賀村（日语：横須賀町 (愛知県幡豆郡)）、瀨門村（日语：瀬門村）、廚村（日语：厨村）、荻原村（日语：荻原村 (愛知県)）、吉田村（日语：吉田町 (愛知県)）、富田村（日语：富田村 (愛知県)）、保定村（日语：保定村）、宮崎村（日语：宮崎村 (愛知県幡豆郡)）、幡豆村、東幡豆村（日语：東幡豆村）、佐久島村。（1町36村）
- 1891年4月1日：實施郡制（日语：郡制）。[11]
- 1892年5月13日：（3町34村）
  - 一色村改制為一色町。
  - 橫須賀村改制為橫須賀町（日语：横須賀町 (愛知県幡豆郡)）。
- 1893年10月9日：寺津村的德永地區被併入奧津村。
- 1906年5月1日：（1町14村）
  - 西尾町、久麻久村、西野町村的上町、下町、小間、法光寺地區、奧津村的住崎地區、大寶村的德次、丁田、寄近、矢曾根地區合併為新設立的西尾町。[12]
  - 大寶村的今川、深池、川口、菱池地區、六鄉村、豐田村、井崎村合併為福地村（日语：福地村_(愛知県)）。[12]
  - 平坂村、中畑村、西野町村的田貫地區、奧津村的新在家、國森、羽塚、上矢田、下矢田地區合併為新設立的平坂村（日语：平坂町）。[12]
  - 寺津村、西崎村合併為新設立的寺津村（日语：寺津町）。[12]
  - 御鍬村、川崎村、吹羽良村合併為三和村（日语：三和村 (愛知県幡豆郡)）。[12]
  - 榮生村、一色町、味澤村、五保村、衣崎村合併為新設立的一色村。
  - 吉田村、保定村、宮崎村合併為新設立的吉田村（日语：吉田町 (愛知県)）。
  - 荻原村、富田村、橫須賀町、瀨門村、厨村合併為新設立的橫須賀村（日语：横須賀町 (愛知県幡豆郡)）。
  - 幡豆村、東幡豆村合併為新設立的幡豆村。
  - 松坂村、豐國村合併為豐坂村（日语：豊坂村_(愛知県)）。[13]
- 1913年4月1日：平坂村的德永地區被併入寺津村。
- 1923年4月1日：廢除郡會和郡參事會。[14]
- 1923年10月1日：一色村改制為一色町。（2町13村）
- 1924年1月1日：吉田村改制為吉田町（日语：吉田町 (愛知県)）。（3町12村）
- 1924年10月1日：平坂村改制為平坂町（日语：平坂町）。（4町11村）
- 1926年7月1日：廢除郡役所，此後郡不再作為行政區劃，只作為地名的表示。[14]
- 1928年10月1日：幡豆村改制為幡豆町。（5町10村）
- 1929年4月1日：寺津村改制為寺津町（日语：寺津町）。（6町9村）
- 1932年9月1日：室場村、平原村、花明村、家武村合併為新設立的室場村（日语：室場村）。（6町6村）
- 1952年12月1日：福地村的小燒野地區被併入西尾町。[12]
- 1953年12月15日：平坂町的田貫、中畑、國森、新在家地區被併入西尾町，西尾町也同時改制為西尾市[12]，並脫離幡豆郡。（5町6村）
- 1954年8月1日：（5町4村）
  - 豐坂村和額田郡幸田町合併為新設立的幸田町[15]，並改隸屬額田郡。
  - 佐久島村被併入一色町。
- 1954年8月10日：平坂町、寺津町、福地村、室場村被併入西尾市。[12]（3町2村）
- 1955年1月1日：三和村被併入西尾市。（3町1村）
- 1955年3月10日：橫須賀村、吉田町合併為吉良町。（3町）
- 2011年4月1日：一色町、吉良町、幡豆町被併入西尾市[12]，同時幡豆郡因無所屬町村而消失。

### 變遷表
| 1889年10月1日             | 1889年 - 1944年              | 1889年 - 1944年                 | 1889年 - 1944年             | 1945年 - 1954年             | 1945年 - 1954年                 | 1955年 - 1989年                 | 1989年 - 現在                   | 現在                            |
| ------------------------- | ---------------------------- | ------------------------------- | --------------------------- | --------------------------- | ------------------------------- | ------------------------------- | ------------------------------- | ------------------------------- |
| 西尾町                    | 西尾町                       | 1906年5月1日 合併為西尾町       | 1906年5月1日 合併為西尾町   | 1906年5月1日 合併為西尾町   | 1953年12月15日 改制為西尾市     | 西尾市                          | 西尾市                          | 西尾市                          |
| 久麻久村                  |                              | 1906年5月1日 合併為西尾町       | 1906年5月1日 合併為西尾町   | 1906年5月1日 合併為西尾町   | 1953年12月15日 改制為西尾市     | 西尾市                          | 西尾市                          | 西尾市                          |
| 奧津村                    |                              | 1906年5月1日 合併為西尾町       | 1906年5月1日 合併為西尾町   | 1906年5月1日 合併為西尾町   | 1953年12月15日 改制為西尾市     | 西尾市                          | 西尾市                          | 西尾市                          |
| 大寶村                    |                              | 1906年5月1日 合併為西尾町       | 1906年5月1日 合併為西尾町   | 1906年5月1日 合併為西尾町   | 1953年12月15日 改制為西尾市     | 西尾市                          | 西尾市                          | 西尾市                          |
| 西野町村                  |                              | 1906年5月1日 合併為西尾町       | 1906年5月1日 合併為西尾町   | 1906年5月1日 合併為西尾町   | 1953年12月15日 改制為西尾市     | 西尾市                          | 西尾市                          | 西尾市                          |
| 1906年5月1日 合併為平坂村 | 1924年10月1日 改制為平坂町   | 1953年12月15日 併入西尾町       |                             |                             | 1953年12月15日 改制為西尾市     | 西尾市                          | 西尾市                          | 西尾市                          |
| 1906年5月1日 合併為平坂村 | 1924年10月1日 改制為平坂町   | 1953年12月15日 併入西尾町       | 中畑村                      |                             | 1953年12月15日 改制為西尾市     | 西尾市                          | 西尾市                          | 西尾市                          |
| 1906年5月1日 合併為平坂村 | 1924年10月1日 改制為平坂町   | 1953年12月15日 併入西尾町       | 奧津村                      |                             | 1953年12月15日 改制為西尾市     | 西尾市                          | 西尾市                          | 西尾市                          |
| 1906年5月1日 合併為平坂村 | 1924年10月1日 改制為平坂町   | 平坂町                          | 1954年8月10日 併入西尾市    |                             |                                 | 西尾市                          | 西尾市                          | 西尾市                          |
| 1906年5月1日 合併為平坂村 | 1924年10月1日 改制為平坂町   | 平坂町                          | 1954年8月10日 併入西尾市    | 平坂村                      |                                 | 西尾市                          | 西尾市                          | 西尾市                          |
| 寺津村                    | 寺津村                       | 1906年5月1日 合併為寺津村       | 1954年8月10日 併入西尾市    | 1929年4月1日 改制為寺津町   | 1929年4月1日 改制為寺津町       | 西尾市                          | 西尾市                          | 西尾市                          |
| 西崎村                    |                              | 1906年5月1日 合併為寺津村       | 1954年8月10日 併入西尾市    | 1929年4月1日 改制為寺津町   | 1929年4月1日 改制為寺津町       | 西尾市                          | 西尾市                          | 西尾市                          |
| 六鄉村                    | 六鄉村                       | 1906年5月1日 合併為福地村       | 1906年5月1日 合併為福地村   | 1906年5月1日 合併為福地村   |                                 | 西尾市                          | 西尾市                          | 西尾市                          |
| 豐田村                    |                              | 1906年5月1日 合併為福地村       | 1906年5月1日 合併為福地村   | 1906年5月1日 合併為福地村   |                                 | 西尾市                          | 西尾市                          | 西尾市                          |
| 井崎村                    |                              | 1906年5月1日 合併為福地村       | 1906年5月1日 合併為福地村   | 1906年5月1日 合併為福地村   |                                 | 西尾市                          | 西尾市                          | 西尾市                          |
| 大寶村                    |                              | 1906年5月1日 合併為福地村       | 1906年5月1日 合併為福地村   | 1906年5月1日 合併為福地村   |                                 | 西尾市                          | 西尾市                          | 西尾市                          |
| 室場村                    | 室場村                       | 室場村                          | 1932年9月1日 合併為室場村   | 1932年9月1日 合併為室場村   |                                 | 西尾市                          | 西尾市                          | 西尾市                          |
| 花明村                    |                              |                                 | 1932年9月1日 合併為室場村   | 1932年9月1日 合併為室場村   |                                 | 西尾市                          | 西尾市                          | 西尾市                          |
| 家武村                    |                              |                                 | 1932年9月1日 合併為室場村   | 1932年9月1日 合併為室場村   |                                 | 西尾市                          | 西尾市                          | 西尾市                          |
| 平原村                    |                              |                                 | 1932年9月1日 合併為室場村   | 1932年9月1日 合併為室場村   |                                 | 西尾市                          | 西尾市                          | 西尾市                          |
| 御鍬村                    | 御鍬村                       | 1906年5月1日 合併為三和村       | 1906年5月1日 合併為三和村   | 1906年5月1日 合併為三和村   | 1906年5月1日 合併為三和村       | 1955年1月1日 併入西尾市         | 西尾市                          | 西尾市                          |
| 川崎村                    |                              | 1906年5月1日 合併為三和村       | 1906年5月1日 合併為三和村   | 1906年5月1日 合併為三和村   | 1906年5月1日 合併為三和村       | 1955年1月1日 併入西尾市         | 西尾市                          | 西尾市                          |
| 吹羽良村                  |                              | 1906年5月1日 合併為三和村       | 1906年5月1日 合併為三和村   | 1906年5月1日 合併為三和村   | 1906年5月1日 合併為三和村       | 1955年1月1日 併入西尾市         | 西尾市                          | 西尾市                          |
| 橫須賀村                  | 1892年5月13日 改制為橫須賀町 | 1906年5月1日 合併為橫須賀町     | 1906年5月1日 合併為橫須賀町 | 1906年5月1日 合併為橫須賀町 | 1906年5月1日 合併為橫須賀町     | 1955年3月10日 合併為吉良町      | 2011年4月1日 併入西尾市         | 西尾市                          |
| 瀨門村                    |                              | 1906年5月1日 合併為橫須賀町     | 1906年5月1日 合併為橫須賀町 | 1906年5月1日 合併為橫須賀町 | 1906年5月1日 合併為橫須賀町     | 1955年3月10日 合併為吉良町      | 2011年4月1日 併入西尾市         | 西尾市                          |
| 廚村                      |                              | 1906年5月1日 合併為橫須賀町     | 1906年5月1日 合併為橫須賀町 | 1906年5月1日 合併為橫須賀町 | 1906年5月1日 合併為橫須賀町     | 1955年3月10日 合併為吉良町      | 2011年4月1日 併入西尾市         | 西尾市                          |
| 荻原村                    |                              | 1906年5月1日 合併為橫須賀町     | 1906年5月1日 合併為橫須賀町 | 1906年5月1日 合併為橫須賀町 | 1906年5月1日 合併為橫須賀町     | 1955年3月10日 合併為吉良町      | 2011年4月1日 併入西尾市         | 西尾市                          |
| 富田村                    |                              | 1906年5月1日 合併為橫須賀町     | 1906年5月1日 合併為橫須賀町 | 1906年5月1日 合併為橫須賀町 | 1906年5月1日 合併為橫須賀町     | 1955年3月10日 合併為吉良町      | 2011年4月1日 併入西尾市         | 西尾市                          |
| 吉田村                    | 吉田村                       | 1906年5月1日 合併為吉田村       | 1924年1月1日 改制為吉田町   | 1924年1月1日 改制為吉田町   | 1924年1月1日 改制為吉田町       | 1955年3月10日 合併為吉良町      | 2011年4月1日 併入西尾市         | 西尾市                          |
| 保定村                    |                              | 1906年5月1日 合併為吉田村       | 1924年1月1日 改制為吉田町   | 1924年1月1日 改制為吉田町   | 1924年1月1日 改制為吉田町       | 1955年3月10日 合併為吉良町      | 2011年4月1日 併入西尾市         | 西尾市                          |
| 宮崎村                    |                              | 1906年5月1日 合併為吉田村       | 1924年1月1日 改制為吉田町   | 1924年1月1日 改制為吉田町   | 1924年1月1日 改制為吉田町       | 1955年3月10日 合併為吉良町      | 2011年4月1日 併入西尾市         | 西尾市                          |
| 幡豆村                    | 幡豆村                       | 1906年5月1日 合併為幡豆村       | 1928年10月1日 改制為幡豆町  | 1928年10月1日 改制為幡豆町  | 1928年10月1日 改制為幡豆町      | 1928年10月1日 改制為幡豆町      | 2011年4月1日 併入西尾市         | 西尾市                          |
| 東幡豆村                  |                              | 1906年5月1日 合併為幡豆村       | 1928年10月1日 改制為幡豆町  | 1928年10月1日 改制為幡豆町  | 1928年10月1日 改制為幡豆町      | 1928年10月1日 改制為幡豆町      | 2011年4月1日 併入西尾市         | 西尾市                          |
| 榮生村                    | 榮生村                       | 1906年5月1日 合併為一色村       | 1923年10月1日 改制為一色町  | 1923年10月1日 改制為一色町  | 1923年10月1日 改制為一色町      | 一色町                          | 2011年4月1日 併入西尾市         | 西尾市                          |
| 一色村                    | 1892年5月13日 改制為一色町   | 1906年5月1日 合併為一色村       | 1923年10月1日 改制為一色町  | 1923年10月1日 改制為一色町  | 1923年10月1日 改制為一色町      | 一色町                          | 2011年4月1日 併入西尾市         | 西尾市                          |
| 味澤村                    |                              | 1906年5月1日 合併為一色村       | 1923年10月1日 改制為一色町  | 1923年10月1日 改制為一色町  | 1923年10月1日 改制為一色町      | 一色町                          | 2011年4月1日 併入西尾市         | 西尾市                          |
| 五保村                    |                              | 1906年5月1日 合併為一色村       | 1923年10月1日 改制為一色町  | 1923年10月1日 改制為一色町  | 1923年10月1日 改制為一色町      | 一色町                          | 2011年4月1日 併入西尾市         | 西尾市                          |
| 衣崎村                    |                              | 1906年5月1日 合併為一色村       | 1923年10月1日 改制為一色町  | 1923年10月1日 改制為一色町  | 1923年10月1日 改制為一色町      | 一色町                          | 2011年4月1日 併入西尾市         | 西尾市                          |
| 佐久島村                  | 佐久島村                     | 佐久島村                        | 佐久島村                    | 佐久島村                    | 1954年8月1日 併入一色町         | 一色町                          | 2011年4月1日 併入西尾市         | 西尾市                          |
| 松坂村                    | 松坂村                       | 1906年5月1日 合併為豐坂村       | 1906年5月1日 合併為豐坂村   | 1906年5月1日 合併為豐坂村   | 1954年8月1日 合併為額田郡幸田町 | 1954年8月1日 合併為額田郡幸田町 | 1954年8月1日 合併為額田郡幸田町 | 1954年8月1日 合併為額田郡幸田町 |
| 豐國村                    |                              | 1906年5月1日 合併為豐坂村       | 1906年5月1日 合併為豐坂村   | 1906年5月1日 合併為豐坂村   | 1954年8月1日 合併為額田郡幸田町 | 1954年8月1日 合併為額田郡幸田町 | 1954年8月1日 合併為額田郡幸田町 | 1954年8月1日 合併為額田郡幸田町 |
| 額田郡坂崎村              | 額田郡坂崎村                 | 1906年5月1日 合併為額田郡廣田村 | 1908年7月28日 更名為幸田村  | 1952年4月1日 改制為幸田町   | 1954年8月1日 合併為額田郡幸田町 | 1954年8月1日 合併為額田郡幸田町 | 1954年8月1日 合併為額田郡幸田町 | 1954年8月1日 合併為額田郡幸田町 |
| 額田郡深溝村              |                              | 1906年5月1日 合併為額田郡廣田村 | 1908年7月28日 更名為幸田村  | 1952年4月1日 改制為幸田町   | 1954年8月1日 合併為額田郡幸田町 | 1954年8月1日 合併為額田郡幸田町 | 1954年8月1日 合併為額田郡幸田町 | 1954年8月1日 合併為額田郡幸田町 |
| 額田郡相見村              |                              | 1906年5月1日 合併為額田郡廣田村 | 1908年7月28日 更名為幸田村  | 1952年4月1日 改制為幸田町   | 1954年8月1日 合併為額田郡幸田町 | 1954年8月1日 合併為額田郡幸田町 | 1954年8月1日 合併為額田郡幸田町 | 1954年8月1日 合併為額田郡幸田町 |